# Lizenz Freie Kunst
Die Lizenz Freie Kunst (orig. französisch Licence Art Libre, LAL) ist eine französische Lizenz für Freie Inhalte mit Copyleftmerkmal. Sie erlaubt das freie Verbreiten und Modifizieren von Werken, die unter diese Lizenz gestellt wurden, sowohl für kommerzielle als auch nichtkommerzielle Verwendung.
Die wesentlichen Merkmale der LAL beinhalten:
- Verpflichtung zur Namensnennung des Urhebers in einer Form, die eine eindeutige Zuordnung zum Werk ermöglicht
- Nennung der Lizenz und einfache Auffindbarkeit des verbundenen Lizenztextes, wahlweise durch Verlinkung, durch Abdruck eines Weblinks oder Abdruck des Lizenztextes
- Von einem unter dieser Lizenz veröffentlichten Werk abgeleitete Varianten müssen ebenfalls unter diese Lizenz gestellt werden.
- Die Versionsnummer und Sprachversion der Lizenz ist für den Nachnutzer oder Bearbeiter nicht bindend.

Die Lizenz wird auch von der Free Software Foundation als Freie Lizenz angesehen und entspricht der Definition für freie Lizenzen. Die Autoren der Lizenz verweisen auf die Kompatibilität mit der Berner Übereinkunft zum Schutz von Werken der Literatur und Kunst. Abgesehen davon hat sie große Ähnlichkeit mit der Creative-Commons-Lizenzvariante cc-by-sa. Die Lizenz Freie Kunst Version 1.3 und die Creative-Commons-Lizenzvariante cc-by-sa Version 4.0 wurden offiziell für kompatibel erklärt. Seitdem ist damit eine wechselseitige Integration von Inhalten unter den beiden Lizenzen ohne Rechteklärung möglich.